# غريغوري ايفانوف
غريغوري ايفانوف (بالروسية: Иванов, Григорий Владимирович)‏ (28 نوفمبر 1971 في روسيا - ) هو لاعب كرة قدم روسي (وحمل سابقاً جنسية الاتحاد السوفيتي) في مركز الهجوم. لعب مع سبارتاك فلاديكافكاز ولوخ إينيرجيا فلاديفوستوك وميتالوره زابورجيا ونادي روستوف وFC Avtodor Vladikavkaz ‏ وFC Volgar Astrakhan ‏ وFC Lukhovitsy ‏ وSC Astrakhan ‏ وFC Nosta Novotroitsk ‏.

## وصلات خارجية
- غريغوري ايفانوف على موقع قاعدة بيانات كرة القدم.إي يو (الإنجليزية)